# Vila Joiosa Club de Futbol
El Vila-Joiosa Club de Fútbol és un club de futbol de la Vila Joiosa, (la Marina Baixa, País Valencià). Va ser fundat el 1944. El seu estadi és el Nou Pla. Actualment juga al grup IV de la Regional Preferent valenciana.

## Història
- 4 temporades en Segona B
- 14 temporades en Tercera Divisió

Últimes temporades:
- 2001/2002: – Tercera divisió - 4t
- 2002/2003: - Tercera divisió - 2n - Ascens
- 2003/2004: – Segona B - 12è
- 2004/2005: - Segona B - 6è
- 2005/2006: - Segona B - 8è
- 2006/2007: - Segona B - 8è
- 2007/2008: - Segona B - 16è - Descens
- 2008/2009: - Tercera Divisió - 1r - Ascens
- 2009/2010: - Segona B - 17è - Descens
- 2010/2011: - Tercera Divisió - 19è - Descens
- 2011/2012: - Reg. Preferent - 6è
- 2012/2013: - Reg. Preferent - 13è
- 2013/2014: - Reg. Preferent - 3r
- 2014/2015: - Reg. Preferent - 3r
- 2015/2016: - Reg. Preferent - 8è
- 2016/2017: - Reg. Preferent - 1r
- 2017/2018: - Reg. Preferent - 2n